# Halicyclops dalmatinus
Halicyclops dalmatinus – gatunek widłonoga z rodziny Halicyclopidae. Nazwa naukowa tych skorupiaków została opublikowana w 1955 roku przez macedońskiego biologa Trajana Kirila Petkowskiego z "Prirodonaucen Muzej na Makedonija" (maced. Природонаучен музеј на Македонија) w Skopje.  